# Milaan-San Remo 2010
De 101e editie van Milaan-San Remo werd op zaterdag 20 maart 2010 verreden. Deze editie van de Italiaanse wielerwedstrijd stond vermeld op de historische kalender van de UCI en telde daarom mee voor de UCI Wereldranglijst 2010.
Er stonden 25 teams met elk acht rijders aan de start in Milaan. Óscar Freire won de sprint van het peloton waarmee hij het Rabobank-team de overwinning gaf.

## Uitslag
| Milaan-San Remo 2010 (298 kilometer) |                     |                     |          |
| Plaats                               | Naam                | Ploeg               | Tijd     |
| Winnaar                              | Óscar Freire        | Rabobank            | 6u57'28" |
| 2                                    | Tom Boonen          | Quickstep           | z.t.     |
| 3                                    | Alessandro Petacchi | Lampre-Farnese Vini | z.t.     |
| 4                                    | Sacha Modolo        | Colnago-CSF Inox    | z.t.     |
| 5                                    | Daniele Bennati     | Liquigas-Doimo      | z.t.     |
| 6                                    | Thor Hushovd        | Cervélo             | z.t.     |
| 7                                    | Francesco Ginanni   | Androni Giocattoli  | z.t.     |
| 8                                    | Maksim Iglinski     | Astana              | z.t.     |
| 9                                    | Philippe Gilbert    | Omega Pharma-Lotto  | z.t.     |
| 10                                   | Luca Paolini        | Acqua & Sapone      | z.t.     |
|                                      |                     |                     |          |
| 41                                   | Niki Terpstra       | Team Milram         | +01'40"  |

1907 · 1908 · 1909 · 1910 · 1911 · 1912 · 1913 · 1914 · 1915 · 1916 · 1917 · 1918 · 1919 · 1920 · 1921 · 1922 · 1923 · 1924 · 1925 · 1926 · 1927 · 1928 · 1929 · 1930 · 1931 · 1932 · 1933 · 1934 · 1935 · 1936 · 1937 · 1938 · 1939 · 1940 · 1941 · 1942 · 1943 · 1944 · 1945 · 1946 · 1947 · 1948 · 1949 · 1950 · 1951 · 1952 · 1953 · 1954 · 1955 · 1956 · 1957 · 1958 · 1959 · 1960 · 1961 · 1962 · 1963 · 1964 · 1965 · 1966 · 1967 · 1968 · 1969 · 1970 · 1971 · 1972 · 1973 · 1974 · 1975 · 1976 · 1977 · 1978 · 1979 · 1980 · 1981 · 1982 · 1983 · 1984 · 1985 · 1986 · 1987 · 1988 · 1989 · 1990 · 1991 · 1992 · 1993 · 1994 · 1995 · 1996 · 1997 · 1998 · 1999 · 2000 · 2001 · 2002 · 2003 · 2004 · 2005 · 2006 · 2007 · 2008 · 2009 · 2010 · 2011 · 2012 · 2013 · 2014 · 2015 · 2016 · 2017 · 2018 · 2019 · 2020 · 2021 · 2022 · 2023 · 2024 · 2025

Lijst van beklimmingen